# 7858 Болотов
7858 Болотов (7858 Bolotov) — астероїд головного поясу, відкритий 26 вересня 1978 року.
Тіссеранів параметр щодо Юпітера — 3,449.